# Bulgaria Air
Bulgaria Air (in bulgaro: България Еър) è la compagnia aerea di bandiera della Bulgaria, con sede presso l'aeroporto di Sofia a Sofia. L'azienda è di proprietà di Chimimport AD. La compagnia aerea opera aerei a corto e medio raggio verso destinazioni in Europa, Medio Oriente e Russia. L'hub della compagnia è Sofia, da cui opera voli interni e internazionali. Altre città bulgare dove è presente sono Varna e Burgas, collegate con Sofia. Nel 2024, la compagnia ha trasportato circa 10.961.466 passeggeri.

## Storia

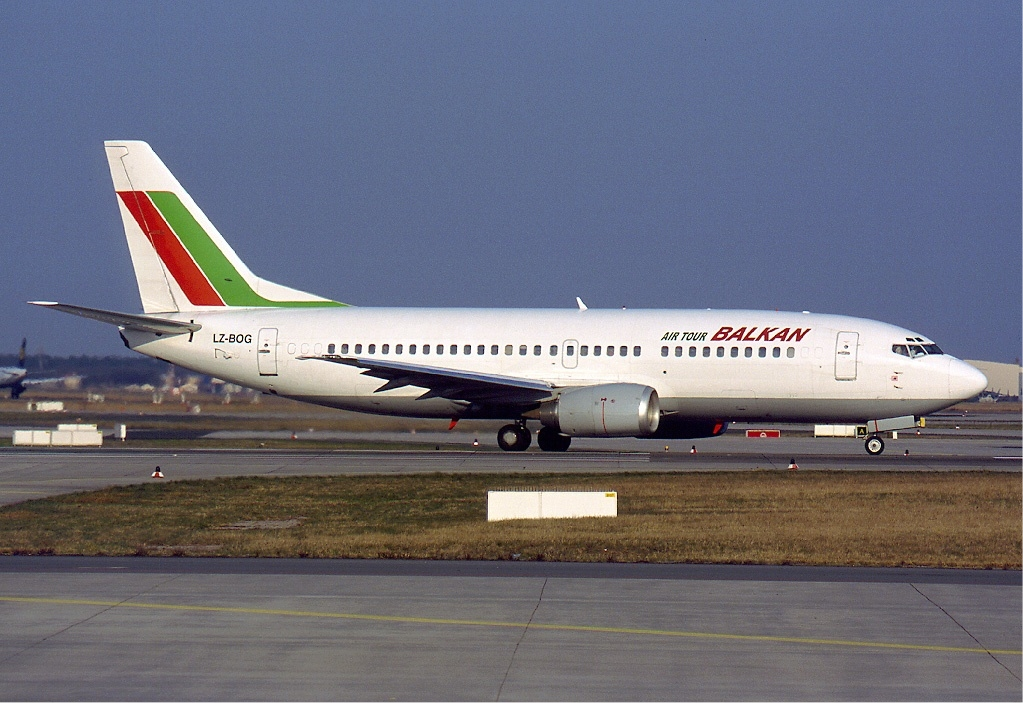
Un Boeing 737-300 della allora Balkan Air Tour nel 2003.

La compagnia aerea venne fondata nel 2002 come successore della insolvente Balkan Bulgarian Airlines e iniziò le operazioni il 4 dicembre dello stesso anno. Per ordine del Ministro dei trasporti e delle comunicazioni venne dichiarata compagnia di bandiera nel novembre 2002. Bulgaria Air iniziò le operazioni utilizzando il nome Balkan Air Tour. Il nome Bulgaria Air e il logo vennero determinati durante un concorso pubblico dopo un breve periodo. Bulgaria Air è stata privatizzata nel 2006; anche se si vociferava che il governo volesse vendere il vettore a un importante investitore straniero, un gruppo di società di proprietà locale, guidate da Hemus Air, emerse come acquirente con la compagnia aerea italiana Air One come unico altro contendente. Secondo quanto riferito, Hemus Air, vincitrice dell'asta, aveva offerto 6,6 milioni di euro e ne aveva promessi altri 86 milioni nei successivi cinque anni. Da allora, tutti i voli e le operazioni di Hemus Air e della sua controllata Viaggio Air operano con il nome e la gestione della società risultante dalla fusione, Bulgaria Air.
Nel novembre 2008, Bulgaria Air è diventata membro a pieno titolo della International Air Transport Association (IATA). A metà del 2011, Bulgaria Air ha annunciato di aver completato un'analisi approfondita delle sue rotte e di aver deciso di acquisire il nuovo Embraer 190. La consegna del primo nuovo esemplare è avvenuta nel marzo 2012.
Nel 2016, Bulgaria Air ha fondato una sussidiaria charter chiamata Bul Air.

## Identità aziendale

### Bul Air
Bul Air è una sussidiaria charter di Bulgaria Air. La compagnia è stata fondata nel 1954, ma dopo la fusione con il vettore nazionale bulgaro TABSO è entrata a far parte della Balkan Bulgarian Airlines. Nel 2015, la compagnia ha ripreso le operazioni sotto la direzione della Bulgaria Air.

### Frequent Flyer
Fly More è il nome del programma Frequent Flyer della Bulgaria Air. Ci sono tre livelli: Basic, Silver e Gold Privilege. La Central Cooperative Bank emette carte di credito Visa Classic e Visa Gold in co-branding con Bulgaria Air.

### Livrea
Nel novembre 2002 si sono svolti concorsi pubblici in Bulgaria per determinare un nome e un logo per la nuova compagnia aerea. Migliaia di persone hanno mostrato la loro creatività e espresso le loro opinioni. Dopo aver cercato tra i contributi, sono stati scelti il nome e il logo. Il design è stato utilizzato per circa quattro anni, fino al 2006, quando è stato introdotto un design migliorato e più professionale. Dopo la piena integrazione della flotta di Hemus Air e Viaggio Air, è stato necessario sviluppare nuovamente una nuova livrea. A metà del 2010, il primo Airbus A319 è stato lanciato con la combinazione di colori definitiva.

### Catering
Nel 2010, Bulgaria Air e LSG Sky Chefs hanno creato una nuova società di catering per compagnie aeree chiamata Silver Wings. L'investimento totale per Bulgaria Air è stato di 1,3 milioni di dollari. I futuri piani di investimento prevedono una nuova mensa per servire il personale dell'aeroporto all'aeroporto di Sofia.

## Destinazioni
Al 2024, Bulgaria Air opera voli verso Austria, Belgio, Cipro, Francia, Germania, Grecia, Israele, Italia, Paesi Bassi, Regno Unito, Repubblica Ceca, Spagna e Svizzera. A causa dell'invasione russa dell'Ucraina, Bulgaria Air ha interrotto i voli verso Mosca e Kiev, che operava in precedenza.

### Accordi commerciali
Al 2024 Bulgaria Air ha accordi di code-share con le seguenti compagnie:
- Aegean Airlines
- Air France
- Air Serbia
- airBaltic
- Cyprus Airways
- Iberia
- ITA Airways
- KLM
- TAROM
- Qatar Airways
- Windrose Aviation

## Flotta

### Flotta attuale

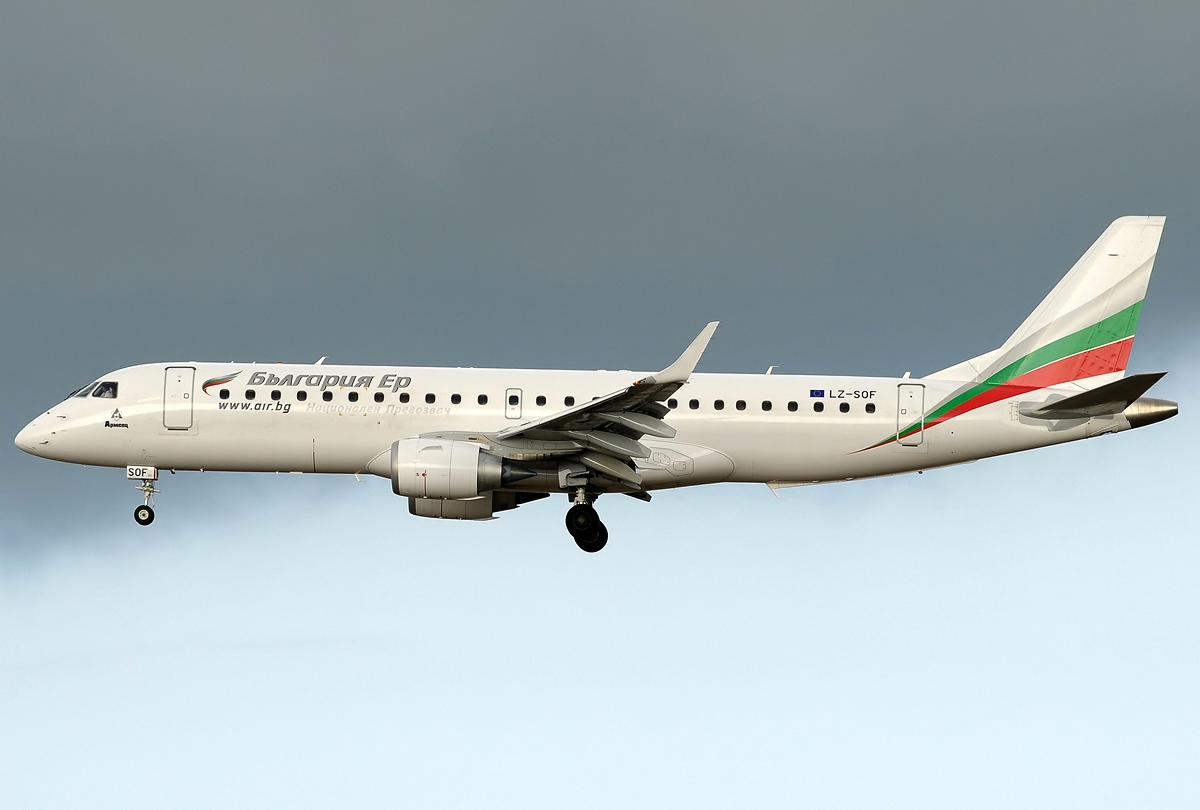
Un Embraer 190.

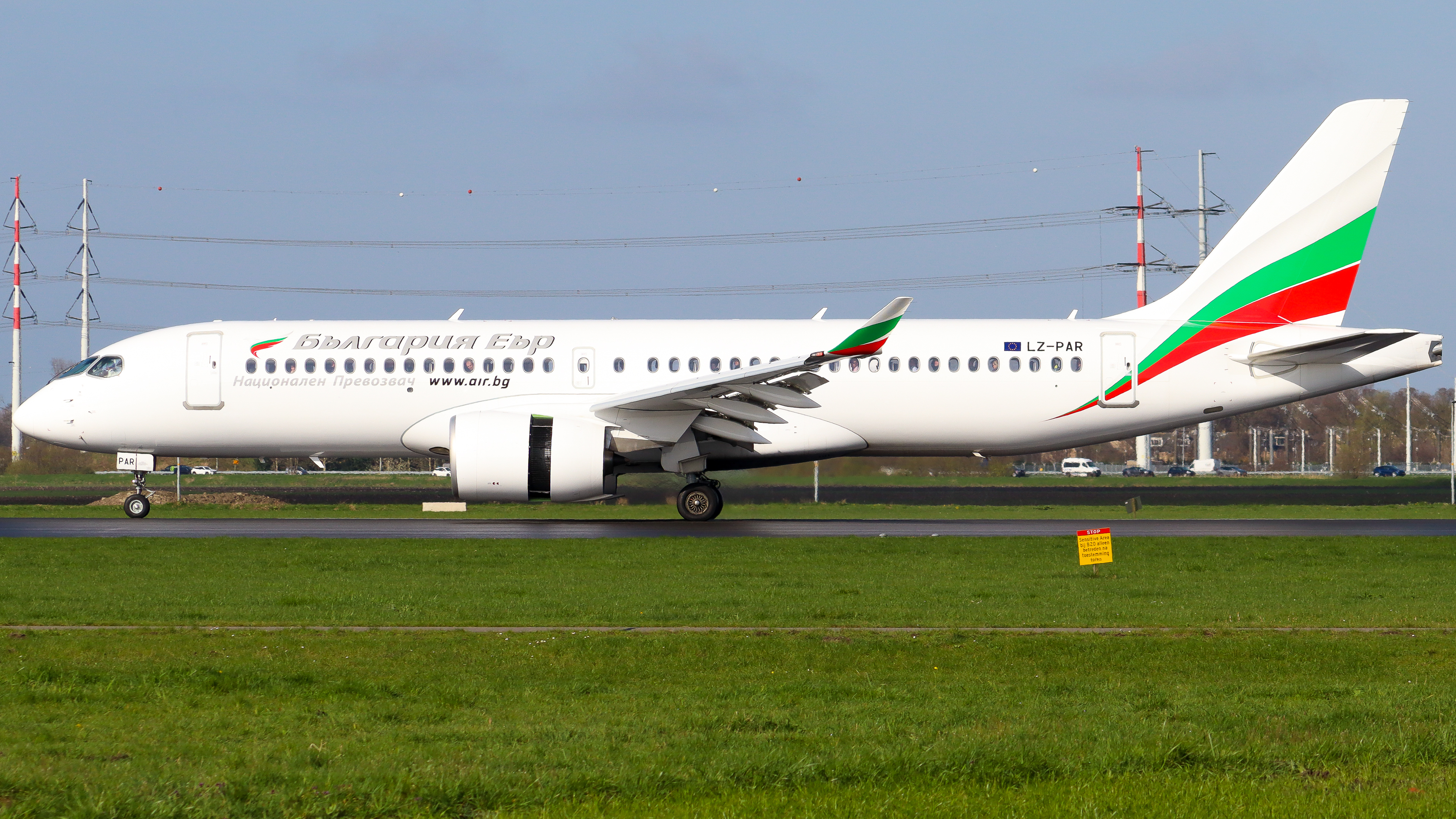
Un Airbus A220-300.

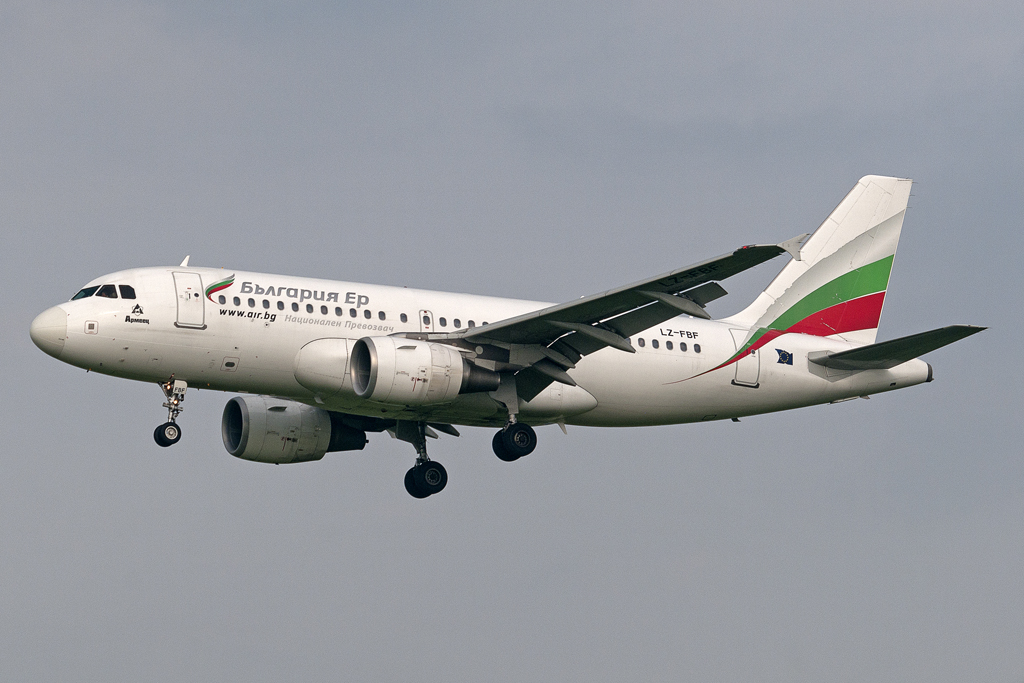
Un Airbus A319-100.

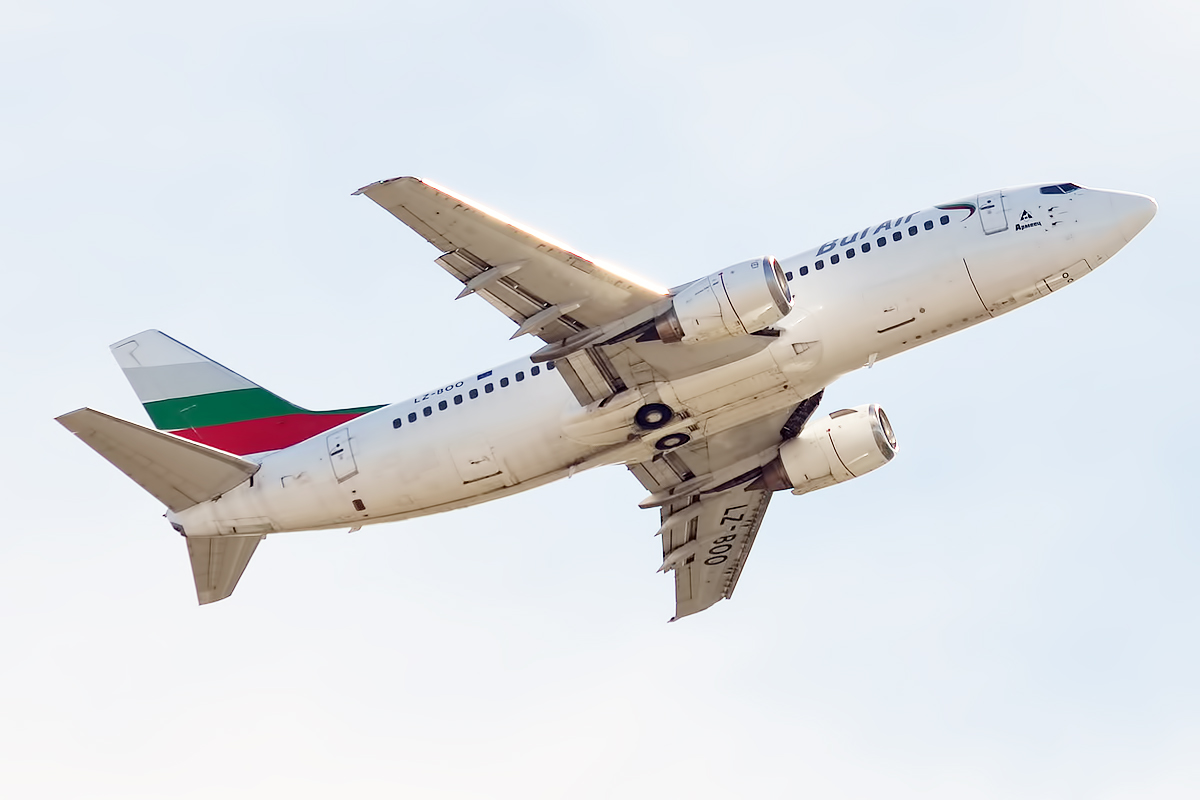
Un Boeing 737-300 della controllata Bul Air.

A maggio 2025 la flotta di Bulgaria Air è così composta:

### Flotta storica

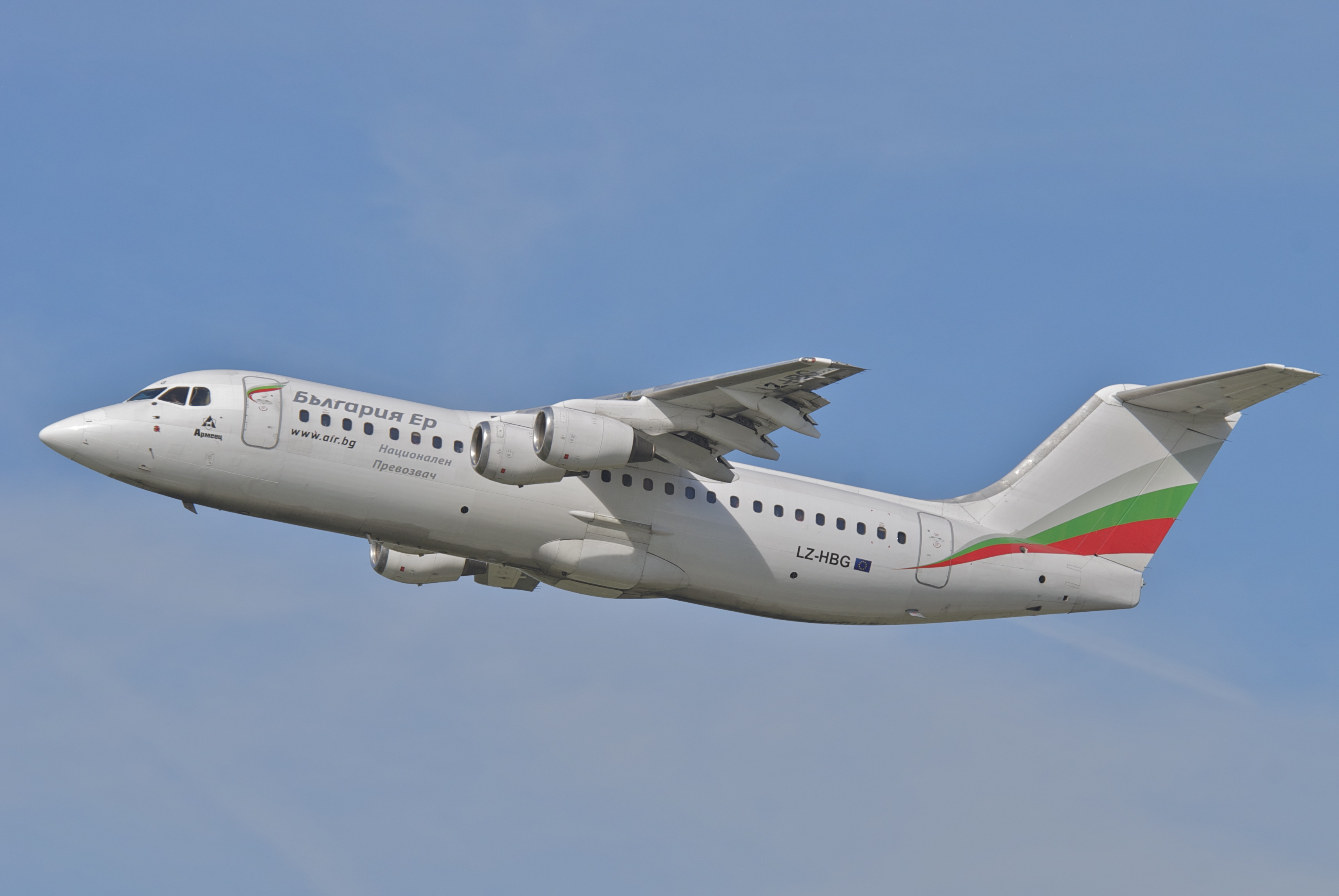
Uno degli ex British Aerospace 146-300 nel 2012.

Bulgaria Air operava in precedenza con i seguenti aeromobili: